# محلقة الأدينيلات
إنزيم محلقة الأدينيلات(بالإنجليزية: Adenylate cyclase)‏ تعريفه التفاعلي ( EC 4.6.1.1)، أيضا المعروف باسم أدينيليل محلقة، يختصر بAC) هو إنزيم موجود في اغشية الخلايا و يقوم بدور تنظيمي في كل الخلايا وينشط من خلال التفاعلي بين هرمون (pp1)وبيروفوسفات وبروتين مستقبلات الغشاء . ولنشاطه تأثير على الخلايا المعوية والأمعاء حيث تسبب سموم ميكروب الإشريكية القولونية تنشيط إنزيم محلقة الأدينيلات adenylate cyclase وإنزيم محلقة الجوانيلات guanylate cyclase بالأمعاء.

## في النباتات
يتشارك هذا الإنزيم في تنظيم العديد من الوظائف الخلوية المختلفة للنبات. ويستمد هذا الانزيم من ATP وتستخدم لنقل الإشارة في العديد من الكائنات الحية المختلفة. تسبب استخراج Forskolin مكملات زيادة في مستويات الكامب التي يمكن أن تعزز فقدان الوزن وزيادة تكوين الذاكرة والاحتفاظ بها، وخصوصا عندما المستخدمة في CILTEP المكدس مع استخراج الخرشوف.

## الأنواع
يوجد عشرة إيسفورمس محلقة الأدينيلات المعروفة للفي الثدييات الصورة:
- ADCY1
- ADCY2
- ADCY3
- ADCY4
- ADCY5
- ADCY6
- ADCY7
- ADCY8
- ADCY9
- ADCY10

pH sensing via bicarbonate-regulated "soluble" adenylyl cyclase (sAC) Front Physiol. 2013 Nov 25;4:343. eCollection 2013. Review. PMID 4324443</ref>